# Gardaneh-ye Poshtkuh
Gardaneh-ye Poshtkuh (persisch گردنه پشتكوه, auch romanisiert als Gardaneh-ye Poshtkūh; auch bekannt als Gardaneh) ist ein iranisches Dorf in der Provinz Hormozgan. Es liegt in der Region Poshtkuh-e Shamil. Administrativ befindet es sich im Landkreis Schamil im Bachsch Schamil im Verwaltungsbezirk Bandar Abbas. Bei der Volkszählung 2006 betrug die Einwohnerzahl 215 in 51 Familien.